# Joaquín Ardaiz
 (août 2025).
Joaquín Ardaiz est un footballeur uruguayen né le 11 janvier 1999 à Salto. Il joue au poste d'attaquant au Şanlıurfaspor.

## Biographie

### En équipe nationale
Avec les moins de 20 ans, il participe au championnat de la CONMEBOL des moins de 20 ans en 2017. Lors de cette compétition, il joue six matchs. Il inscrit deux buts contre l'Équateur. L'Uruguay remporte ce tournoi.

## Palmarès
- Vainqueur du championnat de la CONMEBOL des moins de 20 ans en 2017